# Klaus Jepsen
Klaus Jepsen (* 26. April 1936 in Schleswig; † 16. Januar 2005 in Berlin) war ein deutscher Schauspieler und Synchronsprecher.

## Leben
Klaus Jepsen wurde am 26. April 1936 in Schleswig geboren und absolvierte seine Schauspielausbildung bei Marlise Ludwig in Berlin. Dort gab er seinen Theater-Einstand am Schiller-Theater. Den Staatlichen Schauspielbühnen unter der Leitung Boleslaw Barlogs sollte er drei Jahrzehnte lang angehören. Dabei spielte Jepsen unter anderem an der Seite von Peter Ustinov in dessen Komödie Beethovens Zehnte (1988; eine Aufzeichnung wurde von der ARD im selben Jahr ausgestrahlt) einen Ohrenarzt, der dem Geiste Beethovens (Ustinov) endlich wieder zu einem intakten Gehör verhilft.
Daneben war Jepsen auch als Schauspieler in Film und Fernsehen aktiv. So verkörperte er die Titelrolle in Der Umsetzer (1976) und hatte Auftritte in Werwölfe (1973, über die Wirren am Ende des Zweiten Weltkriegs), in den Literaturverfilmungen Die neuen Leiden des jungen W. (1976) nach Ulrich Plenzdorf und Wanderungen durch die Mark Brandenburg nach Theodor Fontane oder neben Loriot in dessen Komödie Pappa ante portas.
Seit Mitte der 1970er Jahre arbeitete Jepsen zudem umfangreich in der Synchronisation. Dabei lieh er seine Stimme prominenten Kollegen wie Danny DeVito (in Schnappt Shorty oder L.A. Confidential), Joel Grey (in Kafka), Sir Ian Holm (in Das fünfte Element, als Jack the Ripper in From Hell) sowie Pete Postlethwaite (in Die üblichen Verdächtigen). Darüber hinaus prägte sich seine Stimme den Fernsehzuschauern durch zahlreiche Serienhauptrollen ein, zum Beispiel als Dr. Philip Watters (Hector Elizondo) in Chicago Hope – Endstation Hoffnung, als Principal Snyder (Armin Shimerman) in Buffy – Im Bann der Dämonen, als Rechtsanwalt Stuart Markowitz (Michael Tucker) in L.A. Law, als aggressiv-cholerischer SS-Major Wolfgang Hochstetter in Ein Käfig voller Helden oder als blasierter Chirurg Charles Emerson Winchester III. (David Ogden Stiers) in M*A*S*H.
Außerdem setzte er seine Stimme oft für Hörspiele ein, unter anderem für zahlreiche Produktionen von Kurt Vethake (Das Wirtshaus im Spessart, Ivanhoe oder Der Kurier des Zaren) oder als Professor Futura in der Neuauflage der Science-Fiction-Serie Jan Tenner. In der Hörspielserie Professor van Dusen glänzte er in zahlreichen Haupt- und Nebenrollen. In dem offiziellen Hörspiel zum Film Der König der Löwen fungierte Jepsen als Erzähler.
Um 1990 zog sich Jepsen aus gesundheitlichen Gründen fast vollständig von der Schauspielerei zurück und arbeitete nur noch als Synchronsprecher. Am 16. Januar 2005 starb Jepsen nach langer Krankheit mit 68 Jahren in Berlin.

## Filmografie
- 1961: Der Transport
- 1972: Die rote Kapelle (Fernsehmehrteiler)
- 1973: Werwölfe
- 1976: Die neuen Leiden des jungen W.
- 1976: Verdunkelung – Der Eisenbahnmörder
- 1976: Der Umsetzer
- 1977: Walter Hasenclever
- 1979: Kümmert euch nicht um Sokrates
- 1979: Ein Mann für alle Fälle (Fernsehserie)
- 1981: Überfall in Glasgow
- 1982: Wir haben uns doch mal geliebt
- 1985: Die Mitläufer
- 1986: Wanderungen durch die Mark Brandenburg
- 1987: Der elegante Hund
- 1988: Beethovens Zehnte (Theater-Aufzeichnung)
- 1988: Neapel sehen und erben
- 1991: Pappa ante portas
- 1997: Sperling und sein Spiel gegen alle

## Hörspiele
- 1982: Das Sams: Am Samstag kam das Sams zurück (Phonogram GmbH, Hamburg)
- 1993: Das Sams: Neue Punkte für das Sams (Polygram GmbH, Hamburg)
- 1994: Disneys Der König der Löwen – Das Hörspiel zum Film
- 2002: Andreas Knaup: Genopoly – Regie: Robert Matejka (Hörspiel – DLR)

## Hörbücher
- Louis Begley: Schmidt (Audible)

## Synchronrollen (Auswahl)
Allen Garfield
- 1984: Die Aufsässigen als Carl Rosenberg
- 1999: Die neun Pforten als Witkin

Dennis Lipscomb
- 1990: Pentagramm – Die Macht des Bösen als Cmdr. Perkins
- 1993: Undercover Blues – Ein absolut cooles Trio als Foster

Richard Bright
- 1990: The Ambulance als Det. McClosky
- 1993: Who’s the Man? als Demetrius

Hector Elizondo
- 1996: Turbulence als Lt. Aldo Hines
- 1998: Abgeschottet als Dr. Simon

Robert Donner
- 1994: Bad Golf My Way als Caddy
- 1995: Bad Golf Made Easier als Caddy
- 1997: Leslie Nielsen’s Stupid Little Golf Video als Caddy

Sonstige
- 1977: Clyde Kusatsu in Schwarzer Sonntag als Cpt. Ogawa
- 1982: Steve Whitmire in Der dunkle Kristall als skekTek, der Wissenschaftler
- 1984: James Saito in Hot Dog – Der Typ mit dem heißen Ski als Kendo Yamamoto
- 1986: Michel Blanc in Die Flüchtigen als Dr. Bourdarias
- 1988: Jack Riley in Trio mit vier Fäusten als Tiny Tommy
- 1990: Thom Sharp in Von allen Geistern besessen! als Braydon Aglet
- 1991: Stephen Tobolowsky in Wedlock als Gefängnisdirektor Holliday
- 1992: James Rebhorn in Der Duft der Frauen als Direktor Trask
- 1994: Michael Byrne in Die Scharfschützen – 4. Armee des Schreckens als Major Nairn
- 1994: James Cromwell in Bundles – Ein Hund zum Verlieben als Charlie „Der Räuber“ Mulvihill
- 1995: Danny DeVito in Schnappt Shorty als Martin Weir
- 1995: Gerard McSorley in Grenzenloser Hass als Cecil
- 1995: Kurtwood Smith in Das Tal der letzten Krieger als Sheriff Deegan
- 1996: Pete Postlethwaite in Immer wieder samstags als Ken Jackson
- 1996: James Tolkan in Vatertag – Ein guter Tag zum Sterben als Dan „Iceberg“ Eagan
- 1999: Austin Pendleton in The 4th Floor – Haus der Angst als Albert Collins
- 1999: R.D. Reid in Willkommen in Freak City als Jack Garfield
- 2000: Harry Jones in Der kleine Vampir als Friedhofswärter
- 2001: Wallace Shawn in Blond als I.E. Shinn
- 2001: Jeffrey DeMunn in The Majestic als Ernie Cole
- 2004: Ian Holm in Garden State als Gideon Largeman
- 2004: Robin Soans in Method – Mord im Scheinwerferlicht als Mr. Helgelein